# Möller (adel)
Möller  är svenska adliga släkter med ursprung i efternamnet Möller. Ett antal personer med efternamnet Möller har förvärvat svenskt adelskap. Följande, som alla var officerare, har utom den yngsta, identifierats efter Gabriel Anreps ättartavlor:
- Johan Möller, från Livland, ryttmästare, gick 1621 i svensk krigstjänst och adlades 1631 med oförändrat namn. Han var svensk resident i Moskva och dog 1633. Sonen Arent Möller introducerades 1649 under nummer 454. Ätten utslocknade på svärdssidan 1738.[2]

- Henric Möller, född i Estland, major, adlades 1654 med namnet Möller och introducerades 1655 under nummer 645. Ätten förändrade namnet 1772 till Möllersvärd, idag skrivet Möllerswärd.[3] Den 31 december 2013 var 5 personer med detta namn bosatta i Sverige.[4]

- Johan Daniel Möller (1684–1737), överstelöjtnant, adlades 1718 med namnet Möllerstjerna, introducerad under nummer 1549. Ätten utslocknade 1776 på svärdssidan med en son till denne.[5]

- Johan Möller (1679–1721), son till en överstelöjtnant från Bremen, själv major och tygmästare, adlades 1720 med namnet Möllerheim. Sonen introducerades 1746 under nummer 1876 och ätten utslocknade på svärdssidan 1774 med denne.[6]

- Axel Johan Adam Möller (1787–1846), generalmajor, adlades 1809 med namnet Möllerhjelm och introducerades samma år under nummer 2202. Han slöt på svärdssidan själv sin ätt.[7]

- Peter Möller (1809–1883), ryttmästare, godsägare och politiker, adlades 1860 med namnet von Möller under nummer 2336. Han var född Been och hade namnet Möller efter sin adoptivfar. Ätten utslocknade med yngste sonen, Adolf von Möller (1855–1932).

## Andra släkter med namnet Möller
En släkt med namnet Möller inflyttade på 1600-talet från Danmark till Karlskrona med handelsmannen Hieronymus Möller.
En släkt Möller kommer från Skåne och härstammar från Gisel Olsson (1678–1727) som var smed i Simrishamn, vars son Olof, likaledes smed, upptog namnet. Till denna släkt hör professorn i astronomi Didrik Magnus Axel Möller. En gren av denna släkt har upptagit namnet Essen-Möller efter en anmoder von Essen af Zellie. En annan gren har upptagit namnet Pontén-Möller. En medlem av denna släkt Möller ägde Gleerupska universitetsbokhandeln i Lund.
Hornsbergssläkten Möller inflyttade från Tyskland med Jacob Philip Möller (död 1752), handelsman i Stockholm och klockare vid Tyska församlingen där. Han var far till brukspatronen vid Hornsberg Johan Philip Möller (1728–1801).
Varbergssläkten Möller härstammar från sjökaptenen Johan Möller i Varberg, född omkring 1670.
En släkt Müller eller Möller, båda namnvarianterna förekommer härstammar troligen från rådförvanten i Lübeck Henric Müller, vilken var far till Henric Müller död 1690 och guldsmed i Stockholm. Inom den äldsta grenen med sonen Henrik Möller som var bruksbokhållare vid Wessland (Västlands bruk) och Strömsbergs bruk användes mestadels namnformen Möller. Från en gren av släkten härstammar adliga ätten Grundelstierna.